# Konsuln
Konsuln (engelska: The Consul) är en opera i tre akter med musik och text av Gian Carlo Menotti

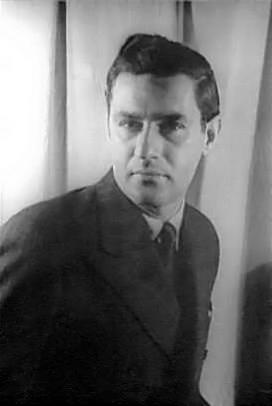
Gian Carlo Menotti

## Historia
Operan tillkom 1947-1950. Menotti blev inspirerad av en tidningsnotis den 12 februari 1947 där en kvinnlig polsk emigrant tagit livet av sig på den amerikanska ambassaden i Warszawa sedan hon nekats inresevisum. Menotti som påmindes om sina judiska vänners öden i Österrike och Tyskland valde därför ämnet som operaförlaga. Parallellerna med Puccinis Tosca (1900) går inte att ta miste på. I den musikaliska gestaltningen använde sig Menotti av verismens tekniker för att gripande illustrera situationerna: Stereotypa byråkratiska förhållanden kritiserad i lika hög grad som operatraditionens visioner och hallucinationer. 
Urpremiären den 1 mars 1950 på Shubert Theatre i Philadelphia blev mycket populär och en månad senare hade den premiär på Ethel Barrymore Theatre på Broadway i New York, där den spelades 270 gånger. Gian Carlo Menotti belönades med Pulitzerpriset i musik och New York Drama Critics Cirle award för bästa musikal. Konsuln finns också filmatiserad (1960).
Den svenska premiären ägde rum på Kungliga Operan i Stockholm den 17 januari 1952., regissör var Göran Gentele och dirigent Sixten Ehrling. Sedan dess har den spelats sparsamt i Sverige, bland annat på Värmlandsoperan 1989.
Dock används den ofta i undervisning på operaskolor och under februari 2009 framfördes den fem gånger av operastudenter vid Högskolan för scen och musik i Göteborg. Den spelades även under sommaren 2008 på Näs slott utanför Göteborg. Operans ämne är ständigt aktuellt och den sattes upp på Folkoperan med premiär 25 februari 2009 i regi av Farnaz Arbabi.

## Personer
- Magda Sorel - sopran
- John Sorel - baryton
- Modern (John Sorels mor) - mezzosopran
- Säkerhetspolisen - baryton
- Sekreteraren - mezzosopran
- Mr Kofner - baryton
- Italienskan - sopran
- Trollkarlen Nika Magadoff - tenor
- Vera Boronel - mezzosopran
- Anna Gomez - sopran
- Assan, glasmästare - baryton
- Rösten från grammofonskivan - sopran

## Handling
Akt I
John Sorel kämpar tillsammans med andra patrioter mot den rådande diktaturregimen. Hans mor och hans hustru lyckas gömma honom temporärt, men han måste fly utomlands. Hans hustru skall vända sig till konsulatet för att kunna följa efter honom med barnen. På konsulatet får Magda Sorel veta att många människor i likhet med henne förgäves ber om visum. Konsuln tar inte emot någon förrän alla formulären är ifyllda. Trots att Magda åberopar sin riskabla situation blir hon ombedd att återkomma om en vecka.
Akt II
En månad har förflutit och alla försök att få visum har varit fruktlösa. En säkerhetspolis pressar Magda. Hennes barn insjuknar och dör. Av en vän får hon veta att John gömmer sig i bergen och väntar på henne där. På konsulatet pågår verksamheten som vanligt, men knappast någon som söker visum får ett positivt besked. Den förtvivlade Magda ställer till med en scen inför sekreteraren, som därefter försöker hjälpa henne. Men när dörren till konsulns ämbetsrum öppnas, lämnar just säkerhetspolisen rummet. Magda inser hur hopplöst hennes läge är.
Akt III
Magda försöker tala med konsuln en sista gång. Hon får av en vän veta att John vill återvända. Hon varnar denne i ett brev och lämnar konsulatet. Strax före stängningsdags söker John tillflykt på konsulatet, men grips av säkerhetspolisen. Hans begäran att få ringa Magda bifalles. Magda kommer hem. Telefonen ringer. Hon bryr sig inte om den, öppnar gaskranen och väntar på döden. När telefonen ringer på nytt orkar hon inte längre lyfta luren.